# Máximo Pavez
Máximo Francisco Pavez Cantillano (Conchalí, 4 de agosto de 1983) es un abogado, académico y político chileno, que desde enero de 2021 hasta marzo de 2022 se desempeñó como subsecretario General de la Presidencia, actuando bajo el segundo gobierno del presidente Sebastián Piñera.

## Familia y estudios
Nació en Conchalí (Santiago de Chile) el 4 de agosto de 1983, hijo de Máximo Francisco Ernesto Pavez Cerda y Gloria Patricia Cantillano Vergara. Realizó sus estudios primarios y secundarios en el Instituto Alonso de Ercilla en Santiago Centro. Continuó los superiores en la carrera de derecho de la Pontificia Universidad Católica (PUC), titulándose como abogado. Luego, cursó un máster en esa misma materia en esa misma casa de estudios, donde también es profesor de derecho constitucional de la Facultad de Derecho. Posteriormente, se trasladó a la comuna de Lampa.

## Carrera política

### Dirigente estudiantil
En su época universitaria fue dirigente estudiantil de la PUC por el Movimiento Gremial, siendo presidente del Centro de Alumnos de Derecho y secretario general de la Federación de Estudiantes (FEUC) en 2007, cargo que recibió de manos del exdiputado Pablo Vidal y donde también tuvo oportunidad de conocer al alcalde de Renca, Claudio Castro.

### Primer gobierno de Piñera
Durante el primer gobierno de Sebastián Piñera trabajó como asesor legislativo del ministro de Salud, Jaime Mañalich.

### Concejal de Conchalí
Entre 2012 y 2016 fue concejal por la Municipalidad de Conchalí y por tres años estuvo a cargo del programa legislativo de la Fundación Jaime Guzmán, ligada al partido Unión Demócrata Independiente (UDI). En ese centro de pensamientos, le tocó coordinar interpelaciones y acusaciones constitucionales contra ministros, además de asesorar a la bancada gremialista y a otras de Chile Vamos en comisiones investigadoras como, por ejemplo, en el «caso Caval».
Formó parte del equipo de apoyo a la candidatura presidencial de Pablo Longueira, incluso apareciendo en el video de la juventud de su partido "42 razones para votar por Longueira".
A esto se sumó su rol en comisiones de Constitución y de Salud, donde empezó a forjar vínculos no sólo con parlamentarios del oficialismo, sino que también de la oposición. De este último bloque tiene buena relación con diputados como Víctor Torres (DC), Pablo Vidal (RD), Leonardo Soto (PS) y con Gabriel Boric, entre otros. Mientras que de Chile Vamos se mencionan entre sus cercanos a diputados como Diego Schalper (RN), Guillermo Ramírez, María José Hoffmann y Javier Macaya, ambos de la directiva de la UDI.

### Segundo gobierno de Piñera
Como miembro del equipo constitucional, participó en la elaboración del programa de gobierno del candidato presidencial Sebastián Piñera (período 2018-2022). Una vez en el gobierno, entre marzo de 2018 y enero de 2021 fue designado como jefe de la División de Relaciones Políticas e Institucionales (DRPI) del Ministerio Secretaría General de la Presidencia. El 6 de enero de ese último año, fue nombrado por Piñera como titular de la Subsecretaría General de la Presidencia, cargo que ocupó hasta el fin de la administración el 11 de marzo de 2022.

### Proceso constituyente
A continuación, el 24 de enero de 2023 fue designado por la Cámara de Diputadas y Diputados como uno de los integrantes de la Comisión Experta, la cual está encargada de redactar un anteproyecto de texto constitucional que será debatido por el Consejo Constitucional como parte del proceso constituyente. En la Comisión Experta, preside la Subcomisión de Principios, Derechos Civiles y Políticos.

## Controversias

### Declaraciones
En febrero de 2022, tras asumir como ministro subrogante (s) de la Segpres, al ser consultado por el uso del feriado legal de 19 ministros de Estado del gobierno de Piñera, a un mes del cambio de mando, le restó importancia, indicando que: «curiosamente se crítica que los ministros en ejercicio que están terminando el gobierno están de vacaciones, y los ministros del gobierno entrante están todos de vacaciones», frase que fue calificada como insólita por algunos medios y usuarios de redes sociales.

## Historial electoral

### Elecciones municipales de 2012
- Elecciones municipales de 2012 para el concejo municipal de Conchalí[15]

### Elecciones municipales de 2016
- Elecciones municipales de 2016 para el concejo municipal de Conchalí[16]